# Matrox
Matrox Electronic Systems Ltd es una empresa canadiense que produce chips gráficos y componentes para PC. Fue fundada por Lorne Trottier and Branko Matic. El nombre viene del apellido de los fundadores: «Ma» de Matic y «Tro» de Trottier combinado con la «x» de excelencia.

## Características
Matrox se especializa en tarjetas gráficas con varias salidas para permitir la visualización en más de una pantalla. El usuario al cual se destinan es muy variado: científico, médico, militar, video profesional, usuarios finales y demás.
Durante la década de los 90, la serie de tarjetas de vídeo Millenium fueron muy valoradas por su excepcional velocidad en gráficos 2D y calidad gráfica. La compañía habiendo elegido centrarse principalmente en las necesidades de la empresa, fue dejando en manos de la competencia los últimos avances en 3D permitiendo que éstas se hicieran con el mercado mayoritario de usuarios finales. En los comienzos del siglo XXI, Matrox ha decidido continuar con sus diseños especializados hacia segmentos más específicos como los industriales. Como ejemplo, en los últimos años su cuota de mercado de las tarjetas de vídeo no superó el 5% de ventas del total.

## Divisiones de Matrox
Matrox como empresa está dividida en 3 divisiones: Matrox Graphics, Matrox Video y Matrox Imaging. Matrox Graphics es la marca orientada al usuario final. Matrox Video está orientada a la edición de video digital, por último Matrox Imaging vende capturadoras de video de alta gama y cámaras inteligentes (cámaras con un computador embebido orientadadas a visión artificial)

## Soporte de controladores
Para dar soporte a los usuarios de Linux y Unix, Matrox ha desarrollado drivers binarios para la mayoría de sus productos y un driver parcialmente abierto para la tarjeta G550. Como añadidura la comunidad de software abierto ha proporcionado muchos drivers GPL para la mayoría del hardware.